# Rhodometra paralellaria
Rhodometra paralellaria là một loài bướm đêm trong họ Geometridae.